# Bistum Ningpo

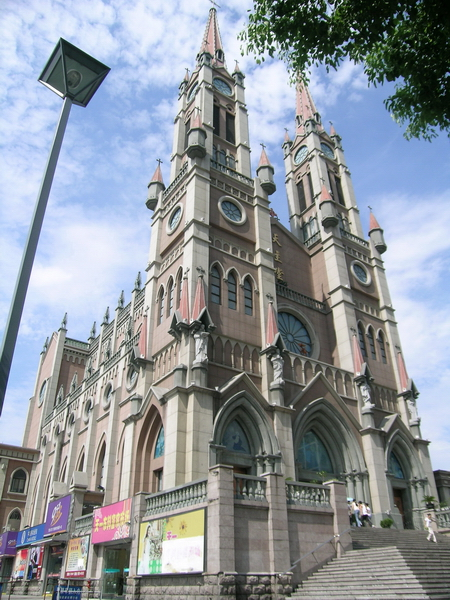
Mariä-Himmelfahrt-Kirche am Tianyi-Platz in Ningbo

Das Bistum Ningpo (lat.: Dioecesis Nimpuovensis) ist ein römisch-katholisches Bistum mit Sitz in Ningbo in der Provinz Zhejiang in der Volksrepublik China.

## Geschichte
Das Bistum Ningpo wurde 1687 als Apostolisches Vikariat Zhejiang und Jiangxi aus Gebietsabtretungen des Apostolischen Vikariats Fujian gegründet. Papst Innozenz XII. gründete mit dem Breve E sublimi Sedis das Apostolische Vikariat Jiangxi aus Teilen des Gebietes des Vikariats am 15. Oktober 1696.  Zwischen 1838 und 1846 war das Apostolische Vikariat Jiangxi wieder Bestandteil des Apostolischen Vikariat Zhejiang, was auch wieder eine Namensänderung in Apostolisches Vikariat Zhejiang und Jiangxi zur Folge hatte.
Am 10. Mai 1910 wurde das Apostolische Vikariat Zhejiang in die Apostolischen Vikariate Ostzhejiang und Westzhejiang geteilt. Den Namen, Apostolisches Vikariat Ningbo, nahm das Apostolische Vikariat Ostzhejiang am 3. Dezember 1924 an. Mit der Apostolischen Konstitution Quotidie Nos wurde es am 11. April 1946 zum Bistum erhoben.
Nach der Vertreibung Bischofs Defebvres aus dem Diözese 1950 verwaltete der Apostolische Administrator Michel He Jin-min das Bistum, der im Jahr 1958 in ein Umerziehungslager interniert wurde. Im Jahr 1960 wurde der offizielle Bischof Qishu Shu geweiht, der die Diözese bis zu seinem Tod im Jahr 1983 verwaltete. Zu diesem Zeitpunkt nahm Michael He Jin-min, der 1977 aus dem Umerziehungslager entlassen worden war, sein Amt als Apostolischer Administrator bis zum 15. Mai 2000 wieder auf, als er zum offiziellen Bischof der Diözese ohne Erlaubnis des Heiligen Stuhls geweiht wurde. Im Jahr 2004 folgte ihm Matthieu Hu Xiande nach.
Teile seines Territoriums verlor es zugunsten der Errichtung folgender Bistümer:
- 10. August 1926 an das Apostolische Vikariat Taichow;
- 2. Juli 1931 an die Apostolische Präfektur Chuchow;
- 3. März 1949 an das Bistum Yongjia.

## Ordinarien

### Apostolischer Vikare von Zhejiang
- François-Alexis Rameaux CM (11. Dezember 1838 – 14. Juli 1845)
- Pierre Lavaissière CM (27. März 1846 – 19. Dezember 1849)
- François-Xavier Danicourt CM (22. Dezember 1850-Mai 1854, dann Apostolischer Vikar von Jiangxi)
- Louis-Gabriel Delaplace CM (12. Juni 1854 – 21. Januar 1870, dann Apostolischer Vikar von Nordzhili oder Peking)
- Edmond-François Guierry CM (21. Januar 1870 – 8. August 1883)
- Paul-Marie Reynaud CM (7. März 1884 – 10. Mai 1910)

### Apostolischer Vikar von Ostzhejiang
- Paul-Marie Reynaud CM (10. Mai 1910 – 3. Dezember 1924)

### Apostolische Vikare von Ningpo
- Paul-Marie Reynaud CM (3. Dezember 1924 – 23. Februar 1926)
- André-Jean-François Defebvre CM (14. Dezember 1926 – 11. April 1946)

### Bischöfe von Ningpo
- André-Jean-François Defebvre CM (11. April 1946 – 7. April 1967)
- Shu Qi-shui (1960–1983) (Bischof der Chinesischen Katholisch-Patriotischen Vereinigung)
- Michael He Jin-min (2000 – 4. Mai 2004) (Bischof der Chinesischen Katholisch-Patriotischen Vereinigung)
- Matthew Hu Xian-de (2004–2017) (Bischof der Chinesischen Katholisch-Patriotischen Vereinigung)

## Statistik
| Jahr | Bevölkerung | Bevölkerung | Bevölkerung | Priester     | Priester         | Priester       | Priester               | Ständige Diakone | Ordensleute  | Ordensleute      | Pfarreien |
| Jahr | Katholiken  | Einwohner   | %           | Gesamtanzahl | Diözesanpriester | Ordenspriester | Katholiken je Priester | Ständige Diakone | Ordensbrüder | Ordensschwestern | Pfarreien |
| ---- | ----------- | ----------- | ----------- | ------------ | ---------------- | -------------- | ---------------------- | ---------------- | ------------ | ---------------- | --------- |
| 1925 | 47.176      | 14.000.000  | 0,3         | 53           | ?                | ?              | 890                    |                  | ?            | 106              | ?         |
| 1950 | 17.497      | 6.055.267   | 0,3         | 54           | 25               | 29             | 324                    |                  | 29           | 101              | 10        |

Nach einigen Quellen hat die Diözese im Jahr 2011  mehr als 23.000 Gläubigen, 14 Priester, etwa vierzig Ordensschwestern und achtzig Pfarreien und Kapellen.